# Hypnodendron colensoi
Hypnodendron colensoi là một loài Rêu trong họ Hypnodendraceae. Loài này được (Hook. & Wilson) Mitt. mô tả khoa học đầu tiên năm 1882.